# Чемпионат мира по шорт-треку среди команд 2007
Чемпионат мира по шорт-треку среди команд 2007 года проходил 17 - 18 марта в   Будапеште (Венгрия).

## Система состязаний
Для участия в чемпионате автоматически квалифицировались первые восемь стран по итогам кубка мира. По 4 конькобежца от каждой страны участвовало в гонках на 500 м и на 1000 м, по 2 конькобежца — в гонке на 3000 м, плюс проходило первенство в эстафете (на 3000 м для женщин, на 5000 м — для мужчин).

## Участники чемпионата

### Мужчины
| Место | Участники        | Очки |
| ----- | ---------------- | ---- |
| 1     | Канада           | 43   |
| 2     | Республика Корея | 33   |
| 3     | Италия           | 26   |
| 4     | США              | 18   |
| 5     | Венгрия          | -    |
| 6     | Германия         | -    |
| 7     | Австралия        | -    |
| 8     | Украина          | -    |

### Женщины
| Место | Участники        | Очки |
| ----- | ---------------- | ---- |
| 1     | Республика Корея | 56   |
| 2     | Китай            | 28   |
| 3     | Канада           | 23   |
| 4     | США              | 13   |
| 5     | Япония           | -    |
| 6     | Венгрия          | -    |
| 7     | Россия           | -    |
| 8     | Италия           | -    |

## Призёры чемпионата

### Мужчины
| Дисциплина | Золото                                                                                           | Серебро                                                                               | Бронза                                                                                     |
| ---------- | ------------------------------------------------------------------------------------------------ | ------------------------------------------------------------------------------------- | ------------------------------------------------------------------------------------------ |
| Команды    | Канада · Франсуа-Луи Трамбле · Шарль Амлен · Жан-Франсуа Монетт · Марк-Андре Монетт · Оливье Жан | Республика Корея · Ан Хён Су · Ким Бен Джун · Сон Си Бэк · Ким Хён Кон · Сон Гён Тхэк | Италия · Фабио Карта · Юрий Конфортола · Никола Родигари · Марко Бертольди · Роберто Серра |

### Женщины
| Дисциплина | Золото                                                                              | Серебро                                                           | Бронза                                                                                |
| ---------- | ----------------------------------------------------------------------------------- | ----------------------------------------------------------------- | ------------------------------------------------------------------------------------- |
| Команды    | Республика Корея · Ким Мин Джун · Чон Ын Джу · Пён Чхон Са · Чон Джи Су · Чин Сон Ю | Китай · Чжу Милэй · Фу Тяньюй · Чжоу Ян · Мэн Сяосюэ · Чэн Сяолэй | Канада · Анна Мальте · Анник Пламондон · Калина Роберж · Нита Аврит · Аманда Оверленд |